# السلطة الدنيوية للكرسي الرسولي
تحدد السلطة الدنيوية للكرسي الرسولي أوالولاية للكرسي الرسولي التأثير السياسي والدنيوي (العلماني) للكرسي الرسولي، أي صلاحية بابا الكنيسة الكاثوليكية، كما يتميز عن النشاط الروحي والرعوي.

## الأصول
تحدى البابا غريغوري الثاني للإمبراطور البيزنطي ليو الثالث الإيساوري نتيجة جدال حرب الأيقونات «726 بعد الميلاد» في الإمبراطورية الشرقية، مهد الطريق لسلسلة طويلة من الثورات والانشقاقات والحروب الأهلية التي أدت في النهاية إلى تأسيس السلطة الدنيوية للباباوات.
لأكثر من ألف عام حكم الباباوات كأسياد على خليط من الأراضي في شبه الجزيرة الإيطالية المعروفة باسم الدولة البابوية، من العاصمة روما.

## الفترة الحديثة المبكرة
أكد اللاهوتي روبرت بيلارمين بقوة، في عمله العقائدي الجدالات «ديسبيتاسونين» في القرن السادس عشر، سلطة البابا كنائب (وكيل) للمسيح. ومع ذلك، فقد استنتج أنه بما أن المسيح لم يمارس سلطته الدنيوية، فلا يجوز للبابا أيضًا. في عام 1590، حاز البابا سيكتوس الخامس، أو بشكل غير كامل، على المجلد الأول الذي وضع كدليل للكتب المحرمة لنفي الهيمنة الدنيوية للبابوية.

## القرن التاسع عشر
ألغى نابليون بونابرت السلطة الدنيوية، وحل الدولة البابوية وضمّ روما ولاتيوم إلى إمبراطوريته الفرنسية في عام 1809. اُستعيدت السلطة الدنيوية من قبل القوى العظمى بعدما وضعت الحروب النابليونية أوزارها في مؤتمر فيينا عام 1815. ألغيت قوانين نابليون المدنية، وعُزل معظم الموظفين المدنيين من مناصبهم. أدت المعارضة الشعبية لحكومة رجال الدين الفاسدين المعاد تشكيلها إلى ثورات عديدة، والتي قمعها تدخل الجيش النمساوي.
في نوفمبر 1848، بعد اغتيال وزيره بيليجرينو روسي، فر البابا بيوس التاسع من روما. خلال حشد سياسي في فبراير عام 1849، وصف مهرطق شاب، الأب أردويني «آبي أردويني» (كاهن سابق)، السلطة الدنيوية للباباوات بأنها «كذبة تاريخية، ودجل سياسي، ولا أخلاقية دينية». في 9 فبراير 1849، أعلن المجلس الروماني المنتخب حديثًا عن الجمهورية الرومانية. بعد ذلك، أبطل دستور الجمهورية الرومانية السلطة الدنيوية، على الرغم من أن استقلال البابا كرئيس للكنيسة الكاثوليكية كان مكفولًا بموجب المادة 8 من المبادئ الأساسية «برينسيبي فوندامينتالي».
في نهاية يونيو عام 1849، سُحقت الجمهورية الرومانية من قبل 40,000 جندي فرنسي أرسلهم لويس نابليون بونابرت «لاحقًا نابليون الثالث»، بناءً على دعوة من الحزب الإلترامونتاني (حزب يدعو للسلطة البابوية في مسائل الإيمان والانضباط) اللاهوتي الفرنسي المؤيد للسلطة البابوية. استعيدت السلطة الدنيوية ودُعمت من قبل الحامية الفرنسية.

في 1859-1860، فقدت الدولة البابوية رومانيا، ماركي وأومبريا. ضُمت هذه المناطق إلى مملكة إيطاليا، وتقلصت السلطة الدنيوية إلى روما ومنطقة لاتسيو. في هذه المرحلة، اقترحت بعض مجموعات الإلترامونتاني ترقية السلطة الدنيوية إلى عقيدة. وفقًا لرافايل دي سيزار:
إن الفكرة الأولى لعقد مجمع مسكوني في روما لترقية السلطة الدنيوية إلى عقيدة، نشأت في الذكرى المئوية الثالثة لمجمع ترنت، التي عقدت في تلك المدينة في ديسمبر عام 1863، وحضرها عدد من الأساقفة النمساويين والمجريين.
ومع ذلك، بعد الحرب النمساوية البروسية، اعترفت النمسا بمملكة إيطاليا. وبالتالي اعتبر إحياء السلطة الدنيوية لأسقف روما أمرًا مستحيلًا. اقترح بعض رجال الدين، بالدرجة الأولى الإيطاليين، مجمعًا مسكونيًا لتعريف العصمة البابوية دوغماتيًا (بشكل دوغماتي) كقاعدة إيمانية ملزمة لضمائر جميع المؤمنين الكاثوليك. هذه الرؤية العقائدية، التي اقترحت مبدئيًا من قبل أنصار الفرنسيسكان في معارضة لسلطة الباباوات للتناقض مع المراسيم الأكثر ملائمة لسلفهم، واجهت مقاومة كبيرة خارج إيطاليا قبل وخلال المجمع الفاتيكاني الأول.
لأغراض عملية، انتهت السلطة الدنيوية للباباوات في 20 سبتمبر 1870، عندما قام الجيش الإيطالي باختراق الأسوار الأوريليانية في بورتا بيا ودخوله روما. ثم أكمل هذا الـ «ريزورغيمينتو» (أي توحيد إيطاليا). انعكست مطالبات البابا البديلة المتمثلة في الحكم في الدين والحكم في الدولة في حيازة مسكنين بابويين رسميين: القصر الرسولي في الفاتيكان، والذي كان بمثابة مقرهم الديني الرسمي، وقصر كيرينالي، الذي كان مقرهم الرسمي كدولة ذات سيادة بابوية. في عام 1870 عُزل الحكم البابوي في الدولة البابوية؛ ضُمت الأراضي إلى أراضي مملكة إيطاليا تحت حكم ملوك إيطاليا باستخدام كيرينالي كقصر الدولة الرسمي.

## القرن العشرين

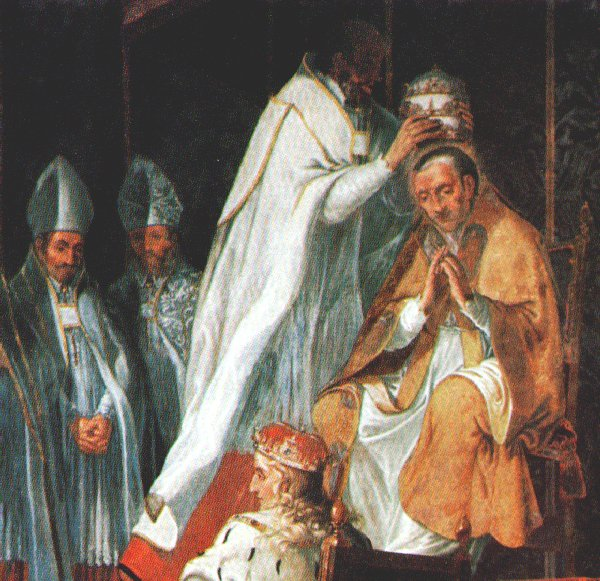
تتويج البابا سلستين الخامس

واصل الباباوات التأكيد على أن خلعهم من السلطة الدنيوية في الدولة البابوية كان غير قانوني حتى عام 1929. وكان الكاثوليك ممنوعين من التصويت في الانتخابات في إيطاليا وقوطعت الدولة الإيطالية ومؤسساتها الملكية كجزء من حملتهم من أجل عودة الدولة البابوية. في عام 1929، مع اتفاقية لاتران، وافقت البابوية والدولة الإيطالية «تحت حكم ديكتاتورية بينيتو موسوليني في تلك الفترة» على الاعتراف ببعضهما البعض، مع دفع الدولة تعويضات للكنيسة عن خسارتها الأراضي. اعترف بأن البابا يتمتع بالسيادة على دولة جديدة، وهي مدينة الفاتيكان، والتي يواصل من خلالها ممارسة السلطة الدنيوية.

في 20 سبتمبر 2000، ورد في الصحيفة الكاثوليكية أفنيري (تابعة للكنيسة الكاثوليكية) ما يلي:
«في عام 1970، وبالتحديد في 20 سبتمبر 1970، أرسل البابا بولس السادس الكاردينال أنجيلو ديل أكوا، نائبه لروما، إلى بورتا بيا للاحتفال «بالعناية الإلهية» للدلالة على فقدان السلطة الدنيوية. منذ ذلك الحين، على الأقل منذ ذلك الحين، كانت بورتا بيا احتفالًا كاثوليكيًا!».
فُسر التتويج البابوي والتاج البابوي «تاج البابا» على أنهما يعكسان المطالبة المستمرة بالسلطة الدنيوية البابوية. ومع ذلك، فقد رفض البابا يوحنا بولس الثاني في موعظته الدينية في حفل تنصيبه البابوي في أكتوبر عام 1978، هذا الادعاء وأكد أن البابوية لم ترغب منذ فترة طويلة في امتلاك أي سلطة دنيوية خارج الفاتيكان.